# Арач
Арач — река в России, в Республике Дагестан, левый приток реки Курах. Протекает по территории Курахского и Сулейман-Стальского районов. В верховье носит название Ламаркул, до с. Цмур — Ашага-Мака.

## Физико-географическая характеристика
Берёт начало из родников на северо-восточном склоне хребта Колохдаг и впадает в реку Курах с левого берега в 4,7 км от устья. Длина реки 37 км, общее падение 2010 м, площадь водосбора 316 км², средняя его высота 1530 м.
Основными притоками являются: Марцугчай, Цмур, Макавац.
В долине реки расположены населённые пункты: Ашага-Захит, Ичин, Цмур, Касумкент (в устье).

## Данные водного реестра
По данным государственного водного реестра России относится к Западно-Каспийскому бассейновому округу, водохозяйственный участок реки — Самур. Речной бассейн реки — Терек.
Код объекта в государственном водном реестре — 07030000412109300002798.